# Stazione di Bellano-Tartavalle Terme
Stazione di Bellano-Tartavalle Terme vasútállomás Olaszországban, Lombardia régióban, Bellano településen.

## Vasútvonalak
Az állomást az alábbi vasútvonalak érintik:
- Tirano–Lecco-vasútvonal

## Kapcsolódó állomások
A vasútállomáshoz az alábbi állomások vannak a legközelebb:
- Stazione di Regoledo
- Stazione di Dervio